# Wiktoria (stan)
Wiktoria (ang. Victoria, VIC) – jeden ze stanów Australii, położony w południowo-wschodniej części kontynentu australijskiego. Odznacza się największą w kraju gęstością zaludnienia.

## Geografia
Wiktoria położona jest w południowo-wschodniej części Australii. Północna granica stanu przebiega wzdłuż południowego brzegu rzeki Murray, jednak sama rzeka należy już do stanu Nowa Południowa Walia. Od zachodu sąsiaduje ze stanem Australia Południowa, natomiast południową i wschodnią granicę stanu stanowi linia brzegowa.
Większość ludności skupiona jest na wybrzeżu w południowej części stanu. Wschodnia część stanu ma ukształtowanie wyżynne, stanowiąc część pasma Wielkich Gór Wododziałowych i ich pogórza. Na północy i zachodzie stanu dominują słabo zaludnione równiny. Na terenie stanu znajduje się też formacja skalna Dwunastu Apostołów.

### Klimat
Wiktoria jest – jak na warunki australijskie – stanem stosunkowo chłodnym i deszczowym, zwłaszcza w swojej wschodniej, górzystej części. Podobnie jak w całej Australii, najcieplejszymi miesiącami są styczeń i luty, a najchłodniejszymi czerwiec i lipiec. Średnia maksymalna temperatura stycznia w Melbourne to +25,8 °C, a lipca +13,4 °C. Roczna suma opadów w tym mieście wynosi średnio 1216 mm. Znacznie cieplejszy i bardziej suchy klimat występuje w północno-zachodniej części stanu, gdzie na części terenu występuje półpustynia.

### Główne miasta
Największym miastem jest Melbourne, liczące ok. 4,64 mln mieszkańców (2014), co stanowi prawie 80% ludności stanu. Należy pamiętać, że choć Melbourne niewątpliwie stanowi jedno miasto w sensie funkcjonalnym i geograficznym, administracyjnie jest aglomeracją złożoną z 31 niezależnych samorządów lokalnych, z których większość posiada odrębne prawa miejskie. Inne ważniejsze miasta, liczące w 2010 powyżej 20 tys. mieszkańców, to:
- Geelong – 141,16 tys. mieszkańców
- Ballarat – 104,355 tys.
- Bendigo – 81,72 tys.
- Shepparton-Mooroopna – 41,19 tys.
- Wodonga – 32,64 tys.
- Mildura – 31,82 tys.
- Warrnambool – 29,17 tys.
- Traralgon – 23,57 tys.

### Podział administracyjny
Stan dzieli się na 79 obszarów samorządu lokalnego (Local Government Areas, LGAs). Choć jednostki te używają różnych nazw (miasto, gmina, hrabstwo), wszystkie sytuują na tym samym szczeblu samorządu – prawo stanowe przewiduje tylko jeden szczebel – i mają identyczne kompetencje. Aż 31 spośród nich zalicza się do aglomeracji Melbourne.

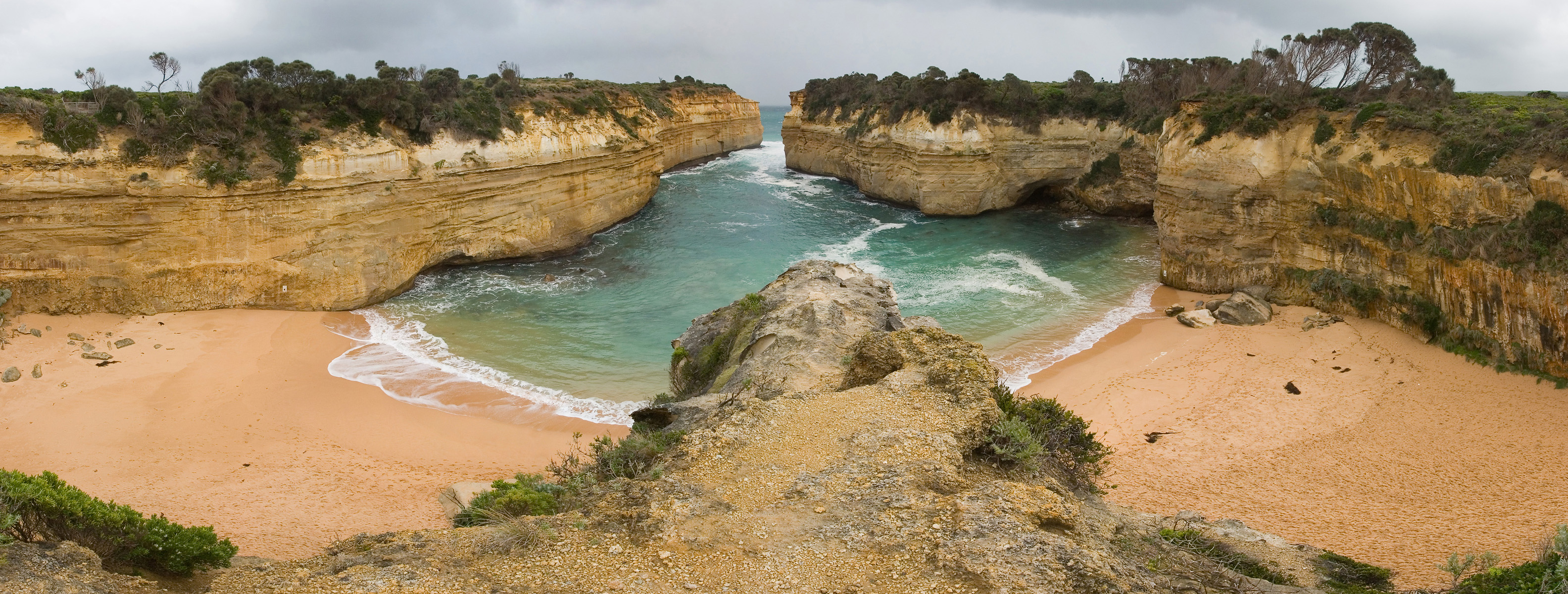
Loch Ard Gorge w Parku Narodowym Port Campbell

## Historia
Początkowo terytorium Wiktorii wchodziło w skład kolonii Nowa Południowa Walia. W 1835 John Batman założył miasto Melbourne. W 1851 odkryto złoto w rejonie Ballarat oraz Bendigo. Gorączka złota spowodowała gwałtowny wzrost liczby mieszkańców i doprowadziła do uniezależnienia się od Nowej Południowej Walii. W 1901 Wiktoria jako niepodległy stan przystąpiła do Związku Australijskiego. Melbourne zostało tymczasową stolicą do czasu wybudowania Canberry.

## Ustrój polityczny
Od roku 1901 Wiktoria jest jednym z sześciu stanów tworzących Związek Australijski. Posiada kompetencje we wszystkich dziedzinach poza tymi, które konstytucja federalna zastrzega dla Związku. Zachowała też własną konstytucję, pochodzącą jeszcze z czasów kolonialnych.
Władzę ustawodawczą na szczeblu stanowym sprawuje dwuizbowy parlament, złożony z 88-osobowego Zgromadzenia Ustawodawczego, wybieranego z zastosowaniem ordynacji preferencyjnej oraz z 40-osobowej Rady Ustawodawczej, gdzie przy wyborach stosuje się ordynację proporcjonalną. Na czele władzy wykonawczej stoi formalnie gubernator, będący osobistym przedstawicielem królowej Australii. Faktycznie egzekutywą kieruje premier, którym niemal automatycznie zostaje lider partii lub koalicji mającej większość w izbie niższej parlamentu stanowego.

## Demografia
Według ostatniego spisu powszechnego, przeprowadzonego w 2006 roku, Wiktoria liczy 4,93 mln mieszkańców, co daje jej pozycję drugiego najludniejszego stanu Australii, po Nowej Południowej Walii. Ludność aborygeńska stanowi 0,6% populacji. Kobiety stanowią 50,9% mieszkańców, zaś średni wiek wynosi 37 lat. Australijskie obywatelstwo posiada 86,3% mieszkańców stanu, przy czym tylko 69,6% mieszkańców urodziło się w Australii. Główne kraje pochodzenia imigrantów to Wielka Brytania (3,3% ludności stanu), Włochy (1,7%), Nowa Zelandia (1,3%), Wietnam (1,2%) i Chińska Republika Ludowa (1,1%). 74,4% mieszkańców deklaruje, że mówi w domach tylko po angielsku. Główne języki mniejszościowe to język włoski (używany na co dzień przez 2,7% mieszkańców), język grecki (2,4%), język wietnamski (1,5%), język kantoński (1,4%) i język mandaryński (1,3%). Zdecydowanie najliczniejszą grupą wyznaniową są katolicy, za których uważa się 27,5% mieszkańców. 13,6% deklaruje przynależność do Kościoła Anglikańskiego Australii, zaś 20,4% uznaje się za osoby bezwyznaniowe.

## Gospodarka
Gospodarka opiera się na wydobyciu złota, węgla brunatnego, gazu ziemnego, ropy oraz soli kamiennej.
W stanie rozwinął się przemysł spożywczy, środków transportu, maszynowy, metalowy, papierniczy, poligraficzny, rafineryjny, chemiczny, włókienniczy, odzieżowy, elektroniczny oraz hutniczy.
W stanie Wiktoria uprawia się pszenicę, owies, jęczmień, kukurydzę, ziemniaki, tytoń, chmiel, rośliny pastewne, drzewa owocowe, winorośl oraz hoduje się owce, bydło, konie.

## Atrakcje turystyczne
W pobliżu stolicy stanu, Melbourne, znajduje się ogród zoologiczny Healesville, w którym mieszkają takie australijskie zwierzęta, jak kangury, koala, emu i różne gatunki ptaków. Innym znanym rezerwatem w okolicach Melbourne jest rezerwat na wyspie Phillip Island, zamieszkany przez pingwiny. Wschodnia część Wiktorii to urodzajna kraina leśno-rolnicza Gippsland. Tu również znajduje się kilka rezerwatów, z których najbardziej znany to park narodowy Wilsons Promontory. W stanie tym znajdują się miasta takie jak Bendigo i Ballarat, które zyskały sławę dzięki gorączce złota w XIX w.